# Стерлядь прісноводна (срібна монета)
«Сте́рлядь прісново́дна» — срібна пам'ятна монета номіналом десять гривень, випущена Національним банком України. Присвячена зникаючому виду родини Осетрових — стерляді прісноводній (Acipenser ruthenus) — придонній рибі, яка тримається поодинці або невеликими групами на глибоких руслових ділянках річок із чистою проточною водою. Вид включено до Червоної книги України.
Монету введено в обіг 27 листопада 2012 року. Вона належить до серії «Флора і фауна».

## Опис монети та характеристики
| Номінал грн. | Метал            | Маса, грам   | Діаметр, мм. | Якість виготовлення | Гурт     | Тираж, штук |
| ------------ | ---------------- | ------------ | ------------ | ------------------- | -------- | ----------- |
| 10           | срібло 925 проби | 31,1 / 33,62 | 38,61        | пруф                | рифлений | 7 000       |

### Аверс
На аверсі монети в обрамленні вінка, утвореного із зображень окремих видів флори і фауни, розміщено малий Державний Герб України та написи: «НАЦІОНАЛЬНИЙ»/«БАНК»/«УКРАЇНИ»/ «10»/«ГРИВЕНЬ»/«2012», а також позначення металу та його проби — Ag 925, маса в чистоті — 31,1 та логотип Монетного двору Національного банку України.

### Реверс
На реверсі монети зображено стерлядь та розміщено написи: «СТЕРЛЯДЬ ПРІСНОВОДНА» (унизу на матовому тлі, що імітує піщане дно) та «ACIPENSER RUTHENUS» (угорі).

## Автори

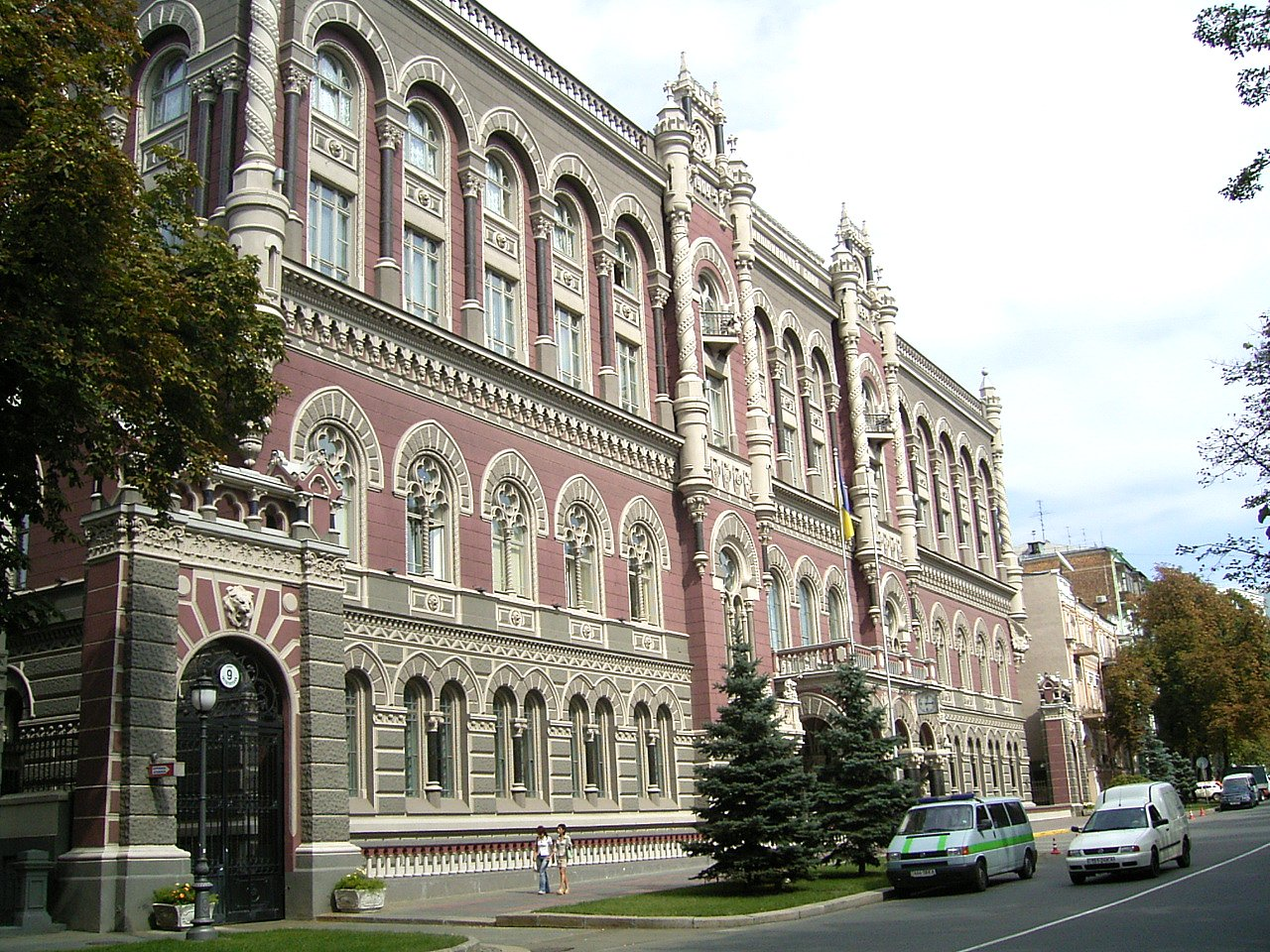
Будівля Національного банку України

- Художник — Дем'яненко Володимир.
- Скульптор — Дем'яненко Володимир.

## Вартість монети
Ціна монети — 575 гривень була вказана на сайті НБУ в 2013 році.
Фактична приблизна вартість монети з роками змінювалася так:
| Рік        | 2013 | 2014 | 2015 | 2016 | 2017 | 2018 | 2019 | 2020 | 2021  | 2022  | 2023  | 2024  | 2025  |
| ---------- | ---- | ---- | ---- | ---- | ---- | ---- | ---- | ---- | ----- | ----- | ----- | ----- | ----- |
| Ціна, грн. | 640  | 500  | 650  | 700  | 710  | 760  | 670  | 660  | 1 030 | 1 300 | 1 700 | 2 800 | 3 200 |